# أندي بابولياس
أندي بابولياس (بالإنجليزية: Andy Papoulias)‏ هو لاعب كرة قدم أمريكي في مركز الوسط، ولد في 9 نوفمبر 1962. شارك مع منتخب الولايات المتحدة لكرة القدم. أما مع النوادي، فقد لعب مع إثنيكوس وباس جيانينا وتامبا باي راوديز ونيويورك كوسموس.

## وصلات خارجية
- أندي بابولياس على موقع ناشيونال فوتبول تيمز (الإنجليزية)